# Due'le Quartz
Due'le Quartz ( 1999 14 de febrero - 2002 22 de septiembre ) es una banda de J-Rock (rock japonés) formada por Sakito (vocalista) y Ken (guitarrista) en 1998; luego reclutaron a Kikasa (bajista) y Kazuki (baterista).
Esta banda procedente de Tokio fue potenciada con la incorporación de Miyavi, guitarrista y compositor, que sustituyó el mismo año 1998 a Ken, el antiguo guitarrista de la banda.
Su música es un Rock melódico (a veces más maniático que melódico) en el que Miyabi también se ocupa de gritar junto a Sakito en sus canciones.
Sello distintivo el grupo es la guitarra de Miyabi y la voz de Sakito.
Se disolvió en septiembre de 2002. Después, Miyabi comenzó una carrera como solista bajo el nombre de "Miyavi".

El año 2005 Sakito y Kikasa forman Figure y llaman a Kazuki para participar como miembro de soporte.

## Miembros
- Sakito ( Vocal)

Fecha de Nacimiento: el 26 de abril

Originario de la prefectura de Hiroshima.

- 雅～みやび～ [Miyabi] ( Guitarra y Segunda Voz ) 

Fecha de Nacimiento: 14 de septiembre 

Originario de la prefectura de Hyogo. 

- KIKASA (Bajo)

Fecha de Nacimiento: 24 de enero

Originario de la prefectura de Nagano

- Kazuki ( Batería)

Fecha de Nacimiento: 11 de mayo

Originario de la Metrópolis de Tokyo

Miembros Anteriores

- Ken ( Guitarra )

## Imagen
La imagen de la banda está muy bien cuidada, utilizan siempre vestimentas originales ajustadas de cuero o pvc, con correas.
- Datos: Q747355